# نوووموسکوفسک، روسیه
شهر نوووموسکوفسک، روسیه (به روسی: Новомосковск) در کشور روسیه و در اوبلاست تولا واقع شده‌است.